# Hernán Darío Henao
Hernán Darío Henao Quintero también conocido con el Alias de "HH" (Fredonia, 4 de abril de 1957 - Medellín 1 de marzo de 1993) fue jefe militar del Cartel de Medellín y Administrador de la llamada Hacienda Nápoles desde inicios de 1980.

## Biografía
Trabajó con Pablo Escobar administrando la Hacienda Nápoles, después de que este se le presentara a Pablo en una fiesta de aniversario de Pablo y María Victoria Henao Vallejo, en 1979 ya que Hernán conocía a la familia Henao desde tiempo atrás.
Trabajó como testaferro para controlar los laboratorios del Cartel de Medellín en el Magdalena Medio.
Se volvió jefe militar desde 1986 cuando participó en las muertes de Hernando Baquero Borda,Luis Alfredo Macana, Raúl Echavarría Barrientos y el Coronel Jaime Ramírez como autor intelectual.

### Capturas
Fue capturado 2 veces. La primera vez ocurrió el 17 de abril de 1987 en Puerto Triunfo mientras portaba una cédula a nombre de Luis Carlos Ramírez Solórzano tras una intensa búsqueda de la Policía Nacional al intentar capturar a Daniel Bolívar alias "Avión" y a Jairo Adolfo Tangarife alias "Enrique" o "24" quienes eran 2 miembros del Cartel de Medellín que eran paramilitares, cuidadores de cocinas de cocaína, administradores de la ruta de narcotráfico "La Mamarrosa" quienes lograron escapar del operativo y quienes serían asesinados tiempo después.
HH fue dejado en libertad el 8 de junio de 1987 porque según las autoridades que fueron sobornadas previamente con 50.000 dólares era un "capturado más" que no tenía nada que ver con alias Avión y 24.
La segunda vez ocurrió el 7 de julio de 1990 en un operativo a la Hacienda Nápoles del cual logró escapar Escobar junto a sus lugartenientes pero que varios no lograron escapar entre los que estaba HH. Sería dejado en libertad el 25 de julio de 1990 tras varios sobornos pagados por Daniel Montero Carvajal alias "Danielito" a las autoridades.

### Operaciones
El 24 de diciembre de 1990 en una emboscada hombres de HH asesinan a John Isaza hijo de Ramón Isaza un jefe paramilitar, en guerra con el cartel porque quería obtener territorios de mano de Isaza para cultivar la coca pero Ramón Isaza se opuso.
El 30 de abril de 1991 por órdenes de HH y Pablo Escobar asesinan a la salida de la Universidad de La Salle al exministro de Justicia Enrique Low Murtra quien había perpetrado acciones contra el cartel y que también estaba a favor de la extradición de Colombianos a los Estados Unidos.
Por órdenes de HH y Pablo Escobar asesinan el 20 de julio de 1991 al jefe paramilitar Henry Pérez quien había brindado la ubicación de Pablo a las autoridades tiempo atrás. Lo asesinan en la fiesta de la Virgen del Cármen por alias Pachito y Ratón los hombres de Henry que fueron contratados y quiénes también murieron en la acción.

## Muerte
Luego de la creación de Los Pepes en 1992 a inicios de 1993 (febrero) Los Pepes secuestraron a alias Amarillo, un hombre de Medellín que daría la ubicación de Murillo uno de los hombres de mayor confianza de HH que al ser torturado daría la ubicación de su jefe HH.
HH sería dado de baja por las unidades del Bloque de Búsqueda el 1 de marzo de 1993 en el barrio Laureles en Medellín.